# Lynes' graszanger
Lynes' graszanger (Cisticola distinctus) is een zangvogel uit de familie Cisticolidae. De Nederlandse naam verwijst naar de Engelse marineofficier en amateur-ornitholoog Hubert Lynes (1874-1942) die deze vogel in 1930 wetenschappelijk heeft beschreven.

## Verspreiding en leefgebied
Deze soort komt voor in oostelijk Oeganda en centraal Kenia.

## Status
Lynes' graszanger komt niet als aparte soort voor op de lijst van het IUCN, maar is daar een ondersoort van de jammergraszanger (Cisticola lais).